# Apsolutna simultanost
Apsolutna simultanost je hipotetička koincidencija dva ili više događaja koji se zbivaju na različitim prostornim točkama za sve promatrače u svemiru. 
Specijalna teorija relativnosti (a posljedično i opća teorija relativnosti) pokazuje da uvijek mogu postojati promatrači za koje simultanost neće korespondirati s istim vremenskim trenutkom i stoga je simultanost uvijek relativna.